# Buzeins
Buzeins ist eine Ortschaft und eine ehemalige französische Gemeinde mit 203 Einwohnern (Stand 1. Januar 2022) im Département Aveyron in der Region Okzitanien. Sie gehörte zum Arrondissement Rodez und zum Kanton Tarn et Causses.
Mit Wirkung vom 1. Januar 2016 wurden die früheren Gemeinden Sévérac-le-Château, Buzeins, Lapanouse, Lavernhe, und Recoules-Prévinquières zu einer Commune nouvelle mit dem Namen Sévérac d’Aveyron zusammengelegt und haben in der neuen Gemeinde den Status einer Commune déléguée. Der Verwaltungssitz befindet sich im Ort Sévérac-le-Château.
Nachbarorte sind Vimenet im Nordwesten, Saint-Martin-de-Lenne im Norden, Saint-Saturnin-de-Lenne im Nordosten, Lapanouse im Südosten, Recoules-Prévinquières im Süden und Gaillac-d’Aveyron im Südwesten.

## Bevölkerungsentwicklung
| Jahr      | 1962 | 1968 | 1975 | 1982 | 1990 | 1999 | 2008 | 2015 |
| --------- | ---- | ---- | ---- | ---- | ---- | ---- | ---- | ---- |
| Einwohner | 262  | 219  | 208  | 205  | 164  | 200  | 184  | 187  |

## Sehenswürdigkeiten
- Dolmen von Galitorte seit 1889 Monument historique

Die Dolmen von Buzeins
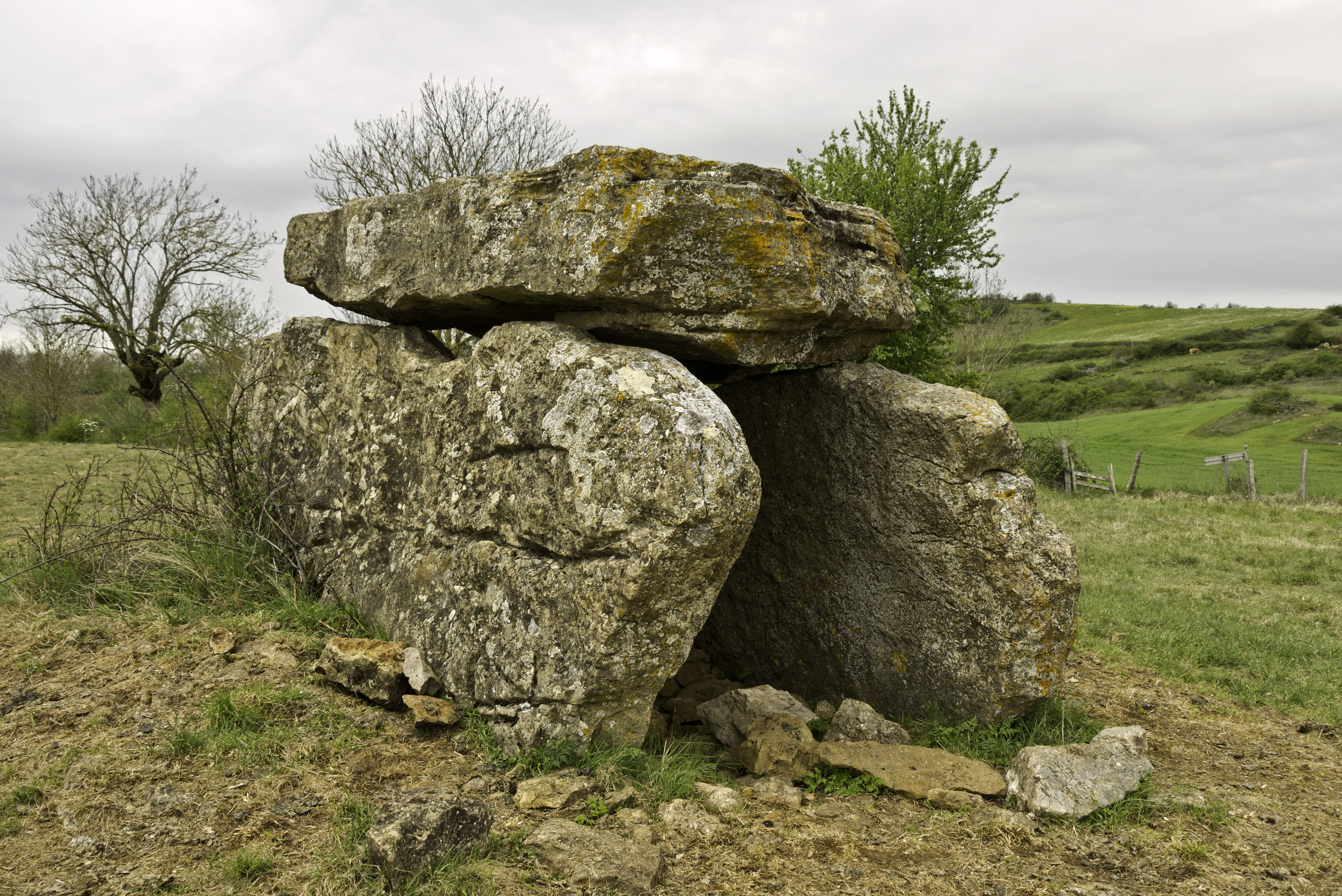
Dolmen von Galitorte
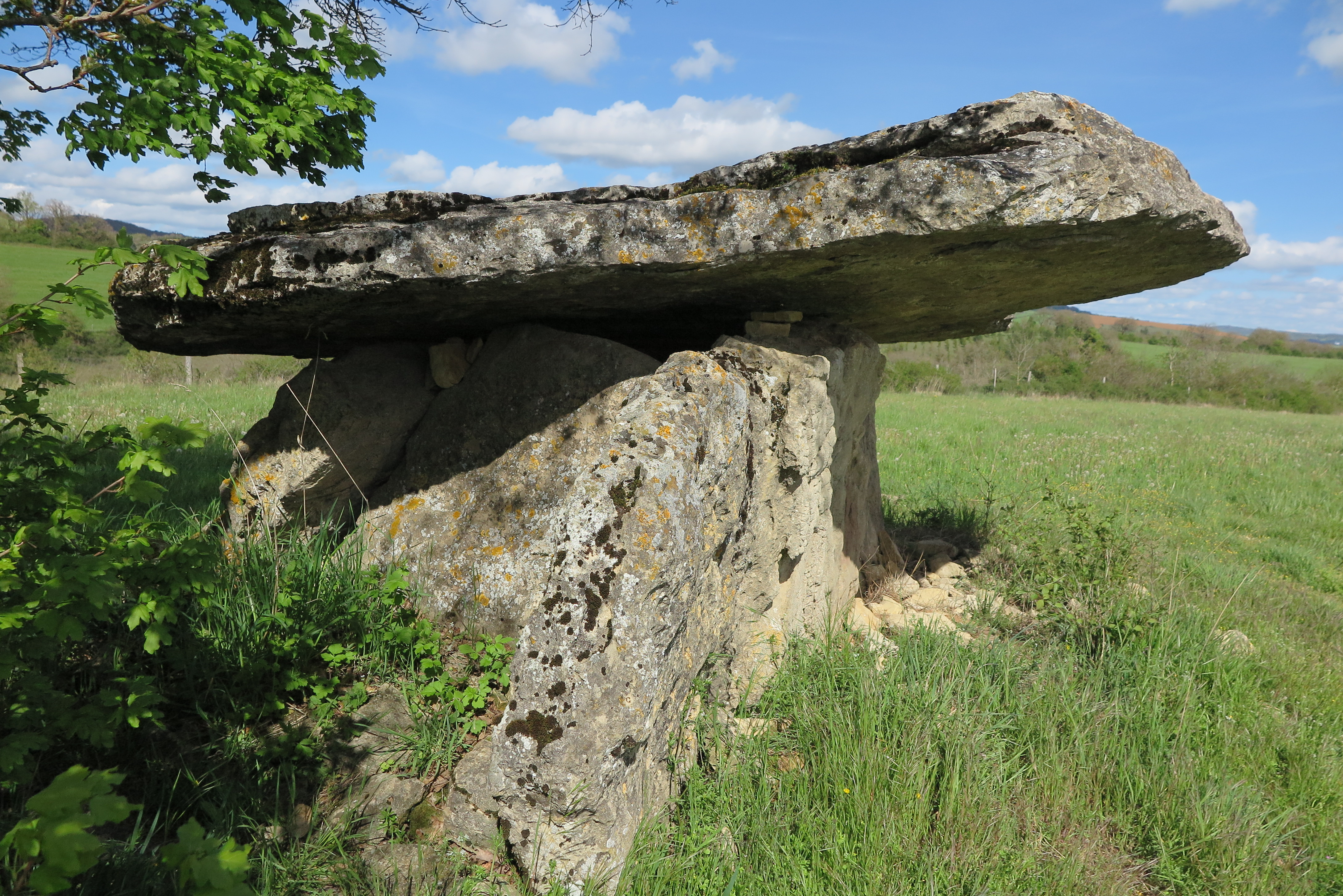
Dolmen von Sirandels
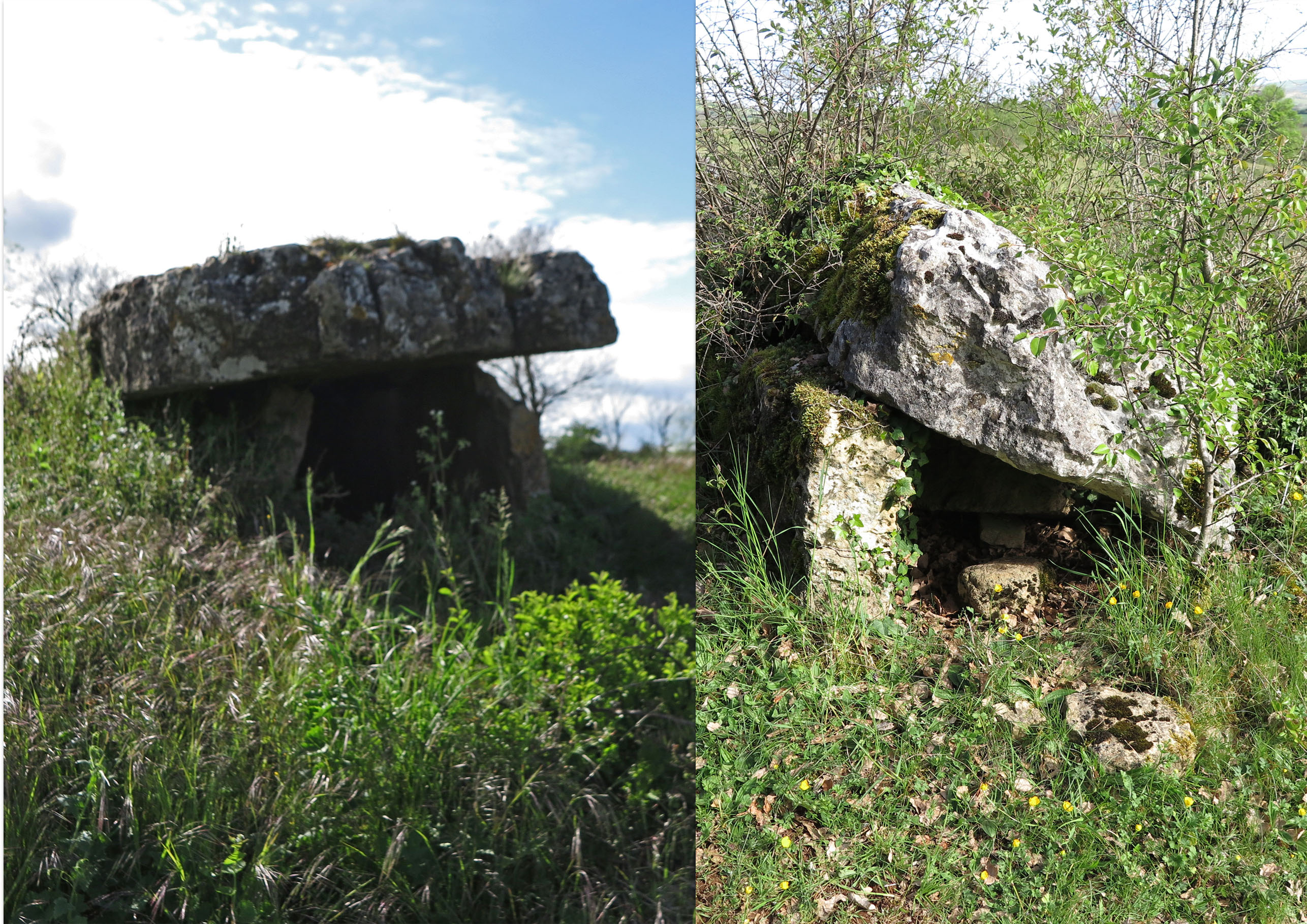
Dolmen von Buzarengues
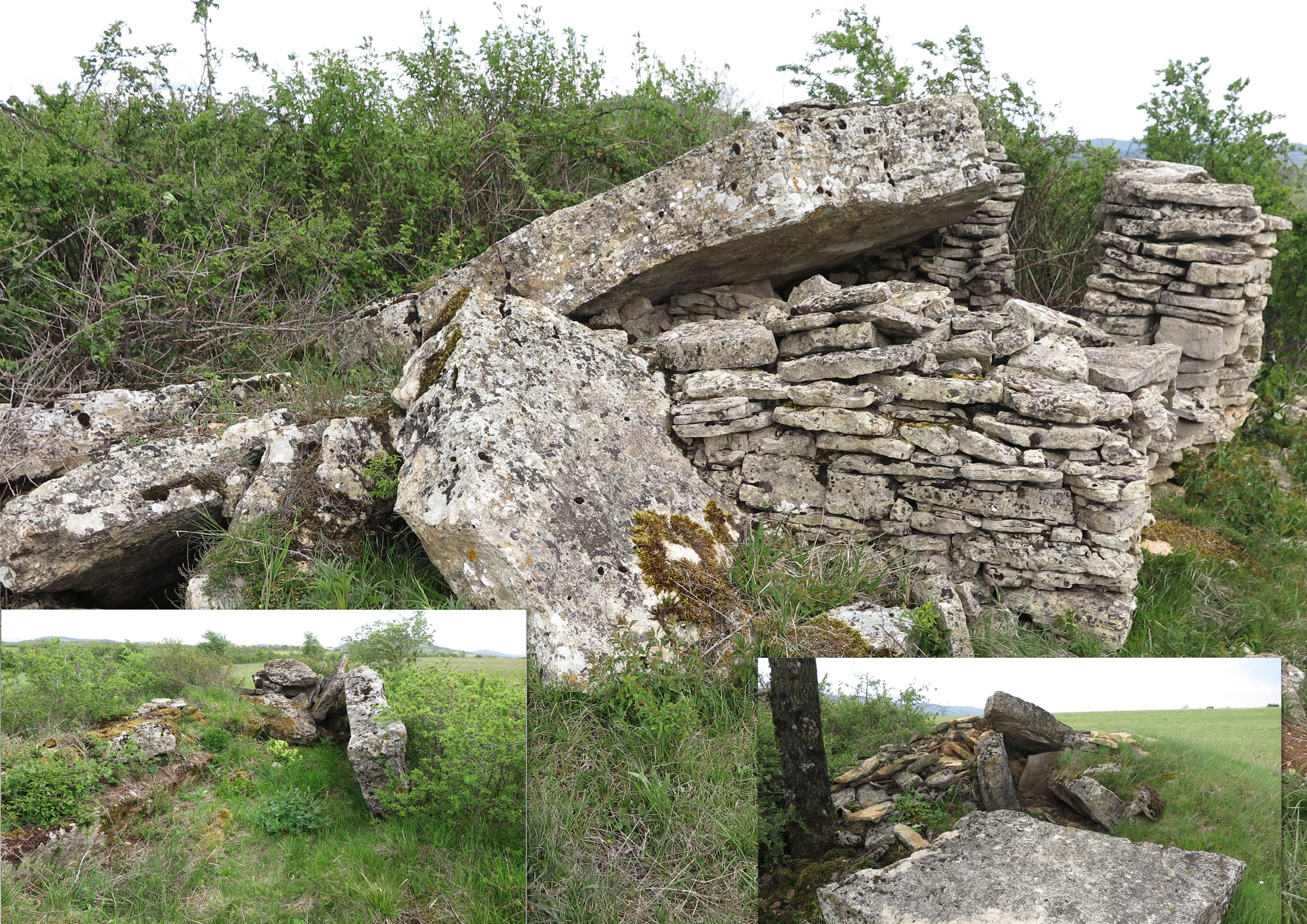
Dolmen von Surguières

## Persönlichkeiten
- Léon Livinhac (1846–1922), römisch-katholischer Ordensgeistlicher und Apostolischer Vikar von Victoria-Nuanza